# Keith Langford
Andre' Keith Langford (nacido el 15 de septiembre de 1983 en Fort Worth, Texas), es un exjugador de baloncesto estadounidense. Mide 1'92 metros y habitualmente jugaba de escolta.

## Trayectoria
- 2001/2005: Kansas Jayhawks
- 2005/2006: Fort Worth Flyers
- 2006/2007: Gruppo Triboldi Basket
- 2007/2008: San Antonio Spurs
- 2007/2008: Austin Toros
- 2007/2008: Angelico Biella
- 2008/2009: Virtus Bologna
- 2009-2011: BC Khimki
- 2011-2012: Maccabi Tel Aviv B.C.
- 2012-2014: Olimpia Milano
- 2014-2017: UNICS Kazán
- 2017-2018: Shenzhen Leopards
- 2018: Maccabi Rishon LeZion
- 2018-2019: Panathinaikos
- 2019-2022: AEK Atenas B.C.